# Marquesado de Casa Mena y las Matas
El Marquesado de Casa Mena y las Matas es un título nobiliario español concedido el 29 de agosto de 1764 por el rey Carlos III de España a favor de Melchor Eugenio de Mena y Dávalos, caballero de la Orden de Alcántara y alférez mayor de la villa de Zalamea de la Serena, en consideración a los servicios prestados por su padre, Eugenio de Mena y Benavides, iv marqués de Robledo de Chavela.
Fue despachado el 18 de septiembre de 1764.

## Lista de marqueses de Casa Mena y las Matas
- Melchor Eugenio de Mena y Dávalos, i marqués de Casa Mena y las Matas, alférez mayor de Zalamea de la Serena, caballero de la Orden de Alcántara y del Real Cuerpo de la Nobleza de Madrid.[1]

1. Casó en Zalamea el 16 de julio de 1760 con María Policarpa Jiménez-Cebadera y Morales de Arce (n. Zalamea).[1] Le sucedió su hijo:

- José de Mena Jiménez-Cebadera (Zalamea de la Serena, 2 de noviembre de 1767 - 6 de marzo de 1848),[3] ii marqués de Casa Mena y las Matas,

1. Contrajo primer matrimonio en Zalamea de la Serena[4] el 21 de mayo de 1790[3] con su prima hermana Josefa Basilia de Mena y Allendelagua (m. 30 de mayo de 1801), vi marquesa de Robledo de Chavela,[5] hija de Lorenzo de Mena y Dávalos (m. 1797), v marqués de Robledo de Chavela, y de Josefa Antonia Allendelagua y Angulo. Con sucesión.
2. Casó segunda vez el 13 de agosto de 1803 con la prima de su primera mujer, María de la Concepción Salazar Allendelagua.[4] Le sucedió el hijo de su primera mujer:

- Melchor de Mena y Mena (Zalamea de la Serena, 1793 - Vergara, 7 de diciembre de 1833), iii marqués de Casa Mena y las Matas, vii marqués de Robledo de Chavela.[5]

1. Casó el 17 de abril de 1816 con María Josefa de la Maza y Ruiz de la Escalera (n. Adal), hija de Jerónimo Laureano de la Maza Alvarado y de Gregoria Ruiz de la Escalera y Porras.[5] Le sucedió su hijo:

- Melchor de Mena y de la Maza (1833-1848), iv marqués de Casa Mena y las Matas y viii marqués de Robledo de Chavela.[5] Le sucedió su hermana:

- Gumersinda de Mena y de la Maza (Castro-Urdiales, 13 de enero de 1820[3] - 12 de marzo de 1886), v marquesa de Casa Mena y las Matas (1850) y ix marquesa de Robledo de Chavela (1848).[5][6]

1. Casó en Santillana del Mar el 13 de julio de 1839[3] con Joaquín de Barreda y Larreta-Acelaín.[5] Le cedió el título en 1870 a su hijo:[5]

- Leopoldo Francisco de Barreda y Mena (Santillana del Mar, 26 de abril de 1840 - 23 de mayo de 1897),[3] vi marqués de Casa Mena y las Matas (1870) y x marqués de Robledo de Chavela (1887).

1. Casó el 26 de noviembre de 1868 con Carmen de Fuentes y Peña.[3] Le sucedió su nieta:

- Laura de Pedro y de Barreda (Santillana del Mar, 28 de mayo de 1893 - Torremolinos, 11 de mayo de 1973),[7] vii marquesa de Casa Mena y las Matas. Hija de María de Barreda y de Fuentes (n. Madrid, 19 de julio de 1872),[8] xi marquesa de Robledo de Chavela, y de Joaquín de Pedro y Urbino (n. 1861), vi marqués de Benemejís de Sistallo.

1. Casó en Santillana del Mar el 1 de marzo de 1925 con Rafael de Montero Bosch (Madrid, 24 de abril de 1900 - 9 de marzo de 1984), general de división y caballero laureado de San Fernando, hijo de José de Montero y Torres y de Inés Bosch y Martín Carramolino.[7] Le sucedió su hijo en 1973:[9]

- José Montero y de Pedro (m. 2020),[10] viii marqués de Casa Mena y las Matas.

1. Casó con Anne María Frölich. Le sucedió su hijo:

- Nicolás Montero y Frölich, ix marqués de Casa Mena y las Matas (2020).[11]